# Nova Olímpia (kommun i Brasilien, Paraná)
Nova Olímpia är en kommun i Brasilien.   Den ligger i delstaten Paraná, i den södra delen av landet, 1 000 km sydväst om huvudstaden Brasília. Antalet invånare är 5 506.
Trakten runt Nova Olímpia består i huvudsak av gräsmarker. Runt Nova Olímpia är det ganska glesbefolkat, med 24 invånare per kvadratkilometer.